# Amsdorfstraße 5–7, Helmstedter Straße 39–41

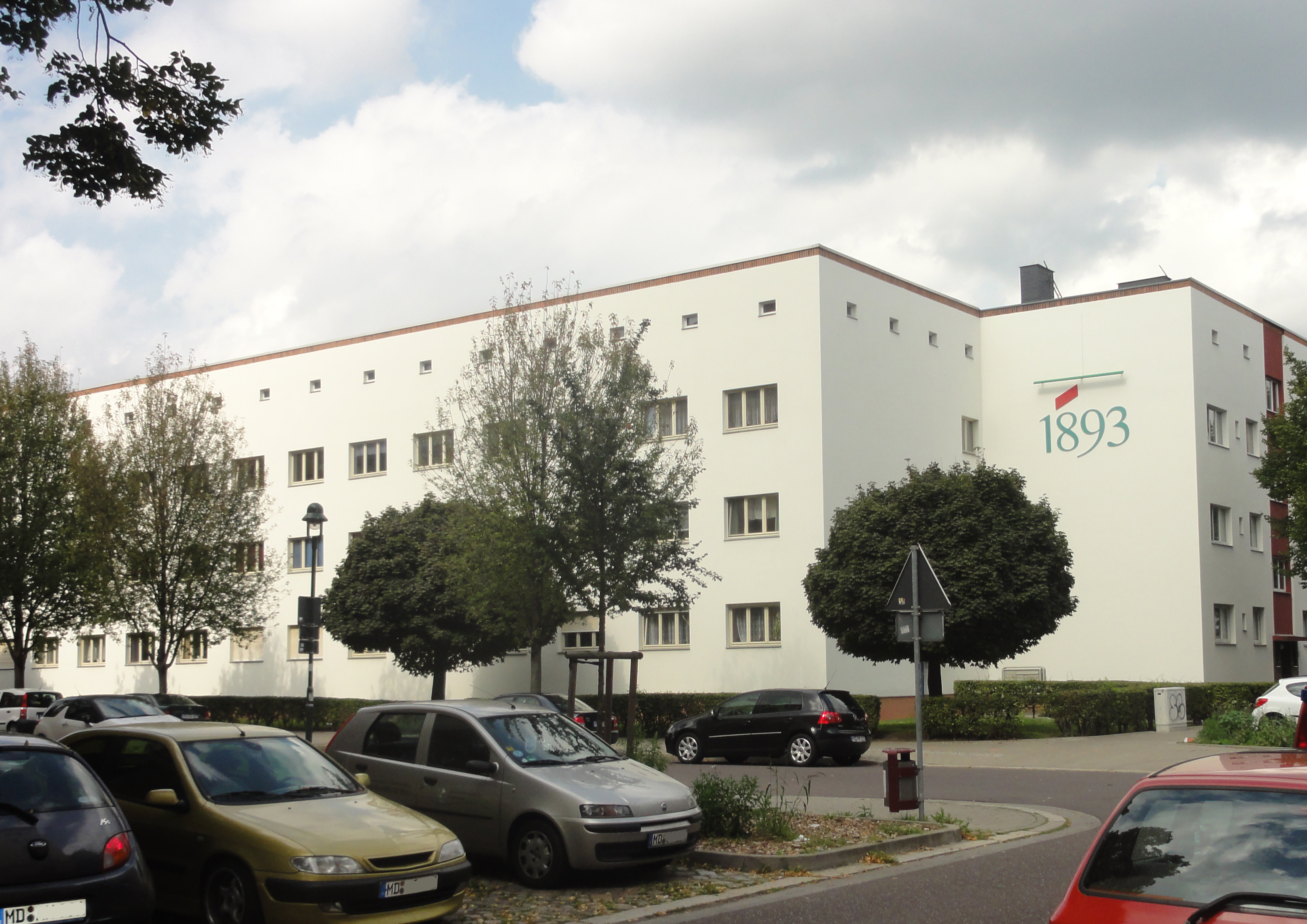
Amsdorfstraße Ecke Helmstedter, 2011

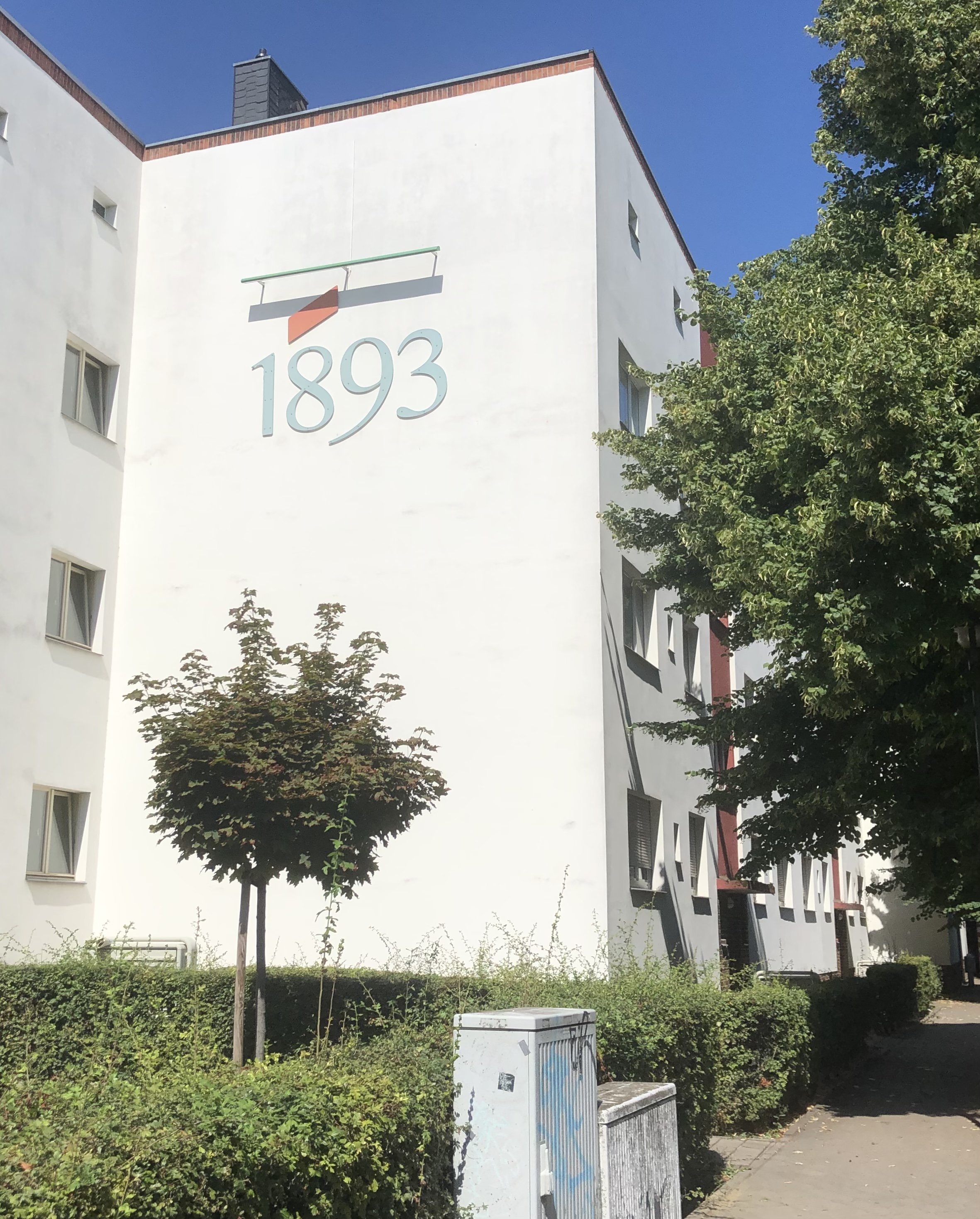
Helmstedter Straße 40, 41 im Jahr 2022

Amsdorfstraße 5–7, Helmstedter Straße 39–41 ist eine denkmalgeschützte Häusergruppe im Magdeburger Stadtteil Sudenburg in Sachsen-Anhalt.

## Lage
Der Gebäudekomplex erstreckt sich L-förmig in einer markanten Ecklage auf der Nordseite der Amsdorfstraße und der Westseite der Helmstedter Straße. Nördlich grenzt das gleichfalls denkmalgeschützte Gebäude Helmstedter Straße 38 an.

## Architektur und Geschichte
Die drei- bis viereinhalbgeschossige Anlage wurde im Jahr 1930 im Stil des Neuen Bauens der 1920er Jahre errichtet. Bauherr war der Magdeburger Mieter-Bau- und Sparverein, die Entwürfe stammten vom Stadtplanungsamt der Stadt Magdeburg und somit unter anderem auch von Carl Krayl. Andere Angaben nennen als Architekten Friedrich Rother und geben die Bauzeit mit 1930/1931 an. Die vier verputzten Kuben sind mehrfach gestuft angelegt und schlossen als Eckrandbebauung eine Lücke in der umgebenden gründerzeitlichen Wohnhausbebauung. Es entstanden 69 Kleinwohnungen, die für sozial benachteiligte Familien vorgesehen waren.
Die Kopfbauten sind viergeschossig ausgeführt, etwas zurückgesetzt befinden sich langgestreckte dreigeschossige Bauten. Auf der Rückseite der Gebäude befinden sich Laubengänge. Die Gestaltung ist sachlich zurückhaltend. Die Fensteröffnungen sind liegend rechteckig ausgeführt und bandartig angelegt. Im Gesimsbereich befindet sich ein Trockenboden als Mezzaningeschoss mit kleinen quadratischen Fenstern. Sowohl die Eingänge, als auch Treppenhäuser und die Traufkante sind durch ziegelsichtige Elemente betont. Bedeckt ist der Komplex mit einem Flachdach.
Im örtlichen Denkmalverzeichnis ist die Häusergruppe unter der Erfassungsnummer 094 81924 als Baudenkmal verzeichnet. Zeitweise wurde der Gebäudeteil Helmstedter Straße 40, 41 unter der Erfassungsnummer 094 76884 auch als eigenständiges Baudenkmal geführt. Zumindest seit 2020 wird jedoch nur noch die Häusergruppe insgesamt als Baudenkmal angegeben.
Der Komplex gilt als architektur- und sozialgeschichtlich bedeutend und Beispiel für Magdeburgs Selbstverständnis als Stadt des Neuen Bauwillens.